# Mutterhaus Brügge
Die in Belgien entstandene Gemeinschaft der Zwartzusters von Brügge bildet eine römisch-katholische Ordensgemeinschaft.
Das genaue Datum der Gründung des Hauses ist nicht bekannt, doch findet sich die erste urkundliche Erwähnung des Klosters bereits im Jahre 1348, so dass man annehmen darf, dass es durchaus älter ist. Als Aerme zusters bekannt, hatten sie ihre Wohnstatt in Groeninghe, wo sie 1458 als Kastanjeboomzusters (Kastanienbaumschwestern) erwähnt werden. Hier erhielten sie am 5. September 1461 die von ihnen befolgte Regel des heiligen Augustinus, wie auch ihre Statuten durch den Generalvikar von Tournai bestätigt, um am 18. Oktober gleichen Jahres erstmals mit 25 Schwestern die feierlichen Gelübde abzulegen. Sie müssen damals bereits eine eigene Kapelle besessen haben, denn drei Jahre später wurde für diese eine tägliche Messe gestiftet. Doch schon bald errichteten sie eine neue Kapelle, welche dann am 29. Januar 1474, zusammen mit dem Friedhof, eingeweiht wurde. Als der Stadtmagistrat von Dixmuide um die Sendung einiger Schwestern bat, ließen sich 1479 vier Mitglieder des Konventes dort nieder und begründeten ein neues Kloster.
Viel ist für die nächsten Jahre nicht überliefert. So bekamen sie 1510 durch die Stadt die Befreiung von der Biersteuer und entgingen in den nächsten Jahrzehnten auch dem Wüten der Calvinisten und Bilderstürmer unversehrt. Doch brachte diese Epoche einen Wechsel in der Besetzung des Visitators mit sich, welcher stets ein Augustiner, nach deren Flucht im Jahr 1584 aber ein Dominikaner wurde. Da die Geuzen auch die Gasthuiszusters des Sint Janshospitals in Oudenburg vertrieben hatten, entsandten die Schwestern zur Aufrechterhaltung der dortigen Pflege seit 1616, bis etwa 1630, einige Schwestern. Zwei Jahre später begannen sie in Brügge mit einer Schule, in welcher sie neben Handarbeit auch Lesen lehrten. Auch mit einem angestellten Lehrer ausgestattet, wurde sie 1715 geschlossen. Da die Ereignisse der vergangenen Jahre nicht spurlos an den Klostergebäuden vorbeigegangen waren und sie obendrein am 17. Oktober 1641 noch eine Steuerbefreiung erhalten hatten, konnten sie 1658 mit dem Neubau ihres Klosters beginnen. In den folgenden Jahren kam es wiederholt zu Visitationen durch den Bischof der Stadt, wobei die des Bischofs Guillaume Bassery, aus dem Jahre 1695, besonders ins Auge fällt, da er die Schwestern auffordert, Latein lesen zu lernen, um so ihrem Offizium besser nachkommen zu können.
Nachdem die Truppen der Französischen Revolution die Stadt eingenommen hatten, wurde das Kloster am 1. September 1794 mit einer Kriegszahlung von 4.232 Livres belegt. Um diese ungeheure Summe überhaupt begleichen zu können, wurde nun alles zusammengerafft, was man konnte und sogar das Silber eingeschmolzen. Etwa ein Jahr später, am 24. Oktober 1795, wurde den 23 Schwestern mitgeteilt, dass alles in ihrem Kloster nun Staatseigentum sei und sie darüber binnen zehn Tagen ein Inventar zu erstellen hatten. Doch gaben die "Behörden" damit noch keine Ruhe, so dass die Schwestern seit Juli des Folgejahres zunehmend mit der Aufhebung ihres Klosters rechneten. Ein Schreiben mit diesem Inhalt erhielten sie dann auch am 7. Januar 1797, worin ihnen noch 20 Tage zum Räumen der Gebäude gegeben wurde. Da sie dem Termin jedoch nicht Folge leisteten, wurden die Schwestern am 6. Februar durch zwei Kommissare vor die Tür gesetzt. Jedoch nicht für lange, denn bereits am 4. März erhielten sie die Erlaubnis zur Rückkehr in ihr ehemaliges Haus. Doch war das Glück von kurzer Dauer, denn bereits am 16. März 1798 mussten sie ihr Kloster erneut und diesmal endgültig verlassen. Sie bezogen nun ein Haus an der Langestraat, wo im November des Folgejahres auch der Generalvikar der Diözese, Lodewijk Caytan, Quartier nahm. Da dieser jedoch den staatlich vorgeschriebenen Eid verweigert hatte und sich versteckt halten musste, war dies nicht ohne Risiko. Zufällig fiel er 1799 einem Besucher auf, woraufhin das ganze Haus durchsucht wurde. Caytan wurde gefunden und in das ehemalige Seminar zu anderen gefangen genommenen Priestern gesteckt.
Als die Revolution dann endlich vorbei war, holten die 22 Schwestern 1805, unter der Aufsicht des Bischofs von Gent, die seit 1793 unterlassene Wahl der Oberin nach. Doch konnte auch die wieder gewonnene Ordnung nicht über die prekäre Situation hinwegtäuschen. Sie hatten fast alles verloren, besaßen weder ein Haus noch ausreichende Barmittel. Auch das Alter machte der Gemeinschaft zu schaffen. Gab es doch seit dem 20. März 1794 keinen Eintritt mehr, so dass die Gemeinschaft bis 1807 auf 18 Schwestern sank, welche größtenteils alt und Krank waren, so dass einzig acht Schwestern noch in der Lage waren ihrem Dienst nachzukommen. Als es im Jahre 1814, nach zwanzig Jahren, zum Eintritt dreier Postulantinnen kam, schenkte dies der Gemeinschaft neuen Lebensmut. Nachdem der Klosterkommissar bereits 1807 ein Gebäude am Woensdagmarkt für die Gemeinschaft erworben hatte, konnte sie 1821 auch ihre staatliche Anerkennung als Krankenpflegekongregation, mit einer Begrenzung auf 18 Mitglieder, erhalten. Da die Kongregation bereits sechs Jahre später eine Erhöhung der Mitgliederzahl erreichte, beantragt wurden eigentlich 30, ist ein gewisses Gedeihen des Klosters anzunehmen. In der zweiten Hälfte des 19. Jahrhunderts war der Nachwuchs dann bereits so groß und das Erstarken der Kongregation so weit fortgeschritten, dass es 1856 zu einer ersten Filialgründung (Ostende) kam. Bis 1861 auf 50 Schwestern angewachsen, entwickelte sich die Kongregation in den folgenden Jahrzehnten weiter und schwenkte schließlich, im Jahre 1926, von der häuslichen auf die Hospitalpflege um, wozu die Möglichkeit, eine größere Anzahl von Kranken zu versorgen, den Ausschlag gab. Sie errichteten nun in Brügge ein Krankenhaus und bauten an das Mutterhaus einen Krankentrakt an.
Nachdem sie sich bereits am 7. Februar 1928 dem Augustinerorden aggregiert hatten, fusionierten sich am 25. Februar 1954 die Zwartzusters von Dixmuide mit ihnen, welchen noch am 10. Oktober des gleichen Jahres die Zwartzusters von Veurne folgten. Zehn Jahre später bildeten sie eine Föderation mit drei weiteren Schwesternkongregationen, deren Sinn in der gegenseitigen Unterstützung der Krankenhäuser besteht. Die in dieser Zeit anfallenden zahlreiche Renovierungsarbeiten an diversen Niederlassungen brachten die etwas finanzschwache Kongregation in weitere Schwierigkeiten, so dass man 1965 einen Teil des Kunstbesitzes verkaufen musste. Angeregt durch das 2. Vatikanische Konzil, kam es auf dem Generalkapitel von 1965 zu einer Debatte über eine Mission in Südamerika. Nachdem alle nötigen Genehmigungen eingeholt worden waren, wurden dann auch bereits am 14. Juli des folgenden Jahres die ersten beiden Schwestern nach Brasilien entsandt, wo ihre Arbeit schon bald die ersten Früchte trug und die erste einheimische Schwester 1976 ihre Gelübde ablegte. Zählte die Kongregation 1970 noch 92 Professen in sechs Niederlassungen, so beschlossen sie zu Beginn der 1980er Jahre, ihr Mutterhaus von dem daran angeschlossenen Institut zu trennen und verlegten es zwischen 1988 an einen anderen Ort innerhalb der Stadt. 1999 zählten sie etwa 70 Schwestern.